# Prinzipien für digitale Entwicklungszusammenarbeit
Die Prinzipien für digitale Entwicklungszusammenarbeit (auch: Grundsätze für Digitale Entwicklung) sind neun Leitlinien, die dabei helfen sollen, digitale Technologien in Projekten der Entwicklungszusammenarbeit effizienter, wirksamer und nachhaltiger einzusetzen. Die internationalen Prinzipien wurden im Jahr 2014 entwickelt und basieren auf früheren Ansätzen wie den Innovationsprinzipien der UNICEF. Die Prinzipien wurden im Jahr 2024 aktualisiert.
Basierend auf Erfahrungswissen sollen die Prinzipien wesentliche Risiken beim Einsatz von digitalen Technologien minimieren, wie auch in der Technologiefolgenabschätzung beschrieben.
Die neun Prinzipien lauten:
1. Verstehe das bestehende Ökosystem/Umfeld (Understand the existing ecoystem)
2. Teile Ressourcen, verwende Dinge wieder und verbessere sie (Share, resue and improve)
3. Konzipiere gemeinsam mit allen Betroffenen (Design with people)
4. Konzipiere für Inklusion (Design for inclusion)
5. Beachte Nachhaltigkeit von Anfang an (Build for sustainability)
6. Gib Menschen Hohheit über ihre Daten (Establish people-first data practices)
7. Etabliere offene und transparente Praktiken der Zusammenarbeit (Create open and transparent practices)
8. Berücksichtige mögliche Schäden vorab und mildere sie ab (Anticipate and mitigate harms)
9. Nutze Wirkungsdaten, um Ergebnisse zu verbessern (Use evidence to improve outcomes)[3]

Das ursprüngliche Prinzip drei „Konzipiere skalierbar (Design for scale)“,  Prinzip sechs „Nutze offene Standards, offene Daten, Open-Source-Software und offene Innovation (Use open standards, open data, open source, and open innovation)“ sowie Prinzip acht „Beachte Datenschutz und (Daten-)Sicherheit (Adress Privacy & Security)“ sind seit der Aktualisierung von 2024 nicht mehr Teil der neun Prinzipien.

## Unterzeichner
Zahlreiche Durchführungsorganisationen der Entwicklungszusammenarbeit und Geber von Entwicklungshilfe, IT-Dienstleister sowie internationale Organisationen haben die Prinzipien für digitale Entwicklungszusammenarbeit unterzeichnet, darunter:
- Bill & Melinda Gates Foundation
- Digital Impact Alliance
- energypedia consult GmbH
- FHI 360
- Grameen Foundation
- Deutsche Gesellschaft für Internationale Zusammenarbeit (GIZ) GmbH[9]
- International Rescue Committee
- Jhpiego
- ODK[10]
- RTI International
- Swedish International Development Cooperation Agency
- UNICEF[5]
- United Nations Development Programme
- United Nations Office for the Coordination of Humanitarian Affairs
- United States Agency for International Development
- World Health Organization
- Weltbank Gruppe[11]
- World Food Programme
- World Vision International